# Calcio ai Giochi della XXXI Olimpiade - Torneo femminile
Il torneo femminile di calcio ai Giochi della XXXI Olimpiade si è svolto dal 3 al 19 agosto 2016 ed è stato ospitato da sette diversi stadi.
La medaglia d'oro è stata vinta per la prima volta dalla Germania, che hanno superato in finale per 2-1 la Svezia, al quale è andata la medaglia d'argento. La medaglia di bronzo è stata vinta dal Canada, che nella finale per il terzo posto ha sconfitto le padrone di casa del Brasile per 2-1.

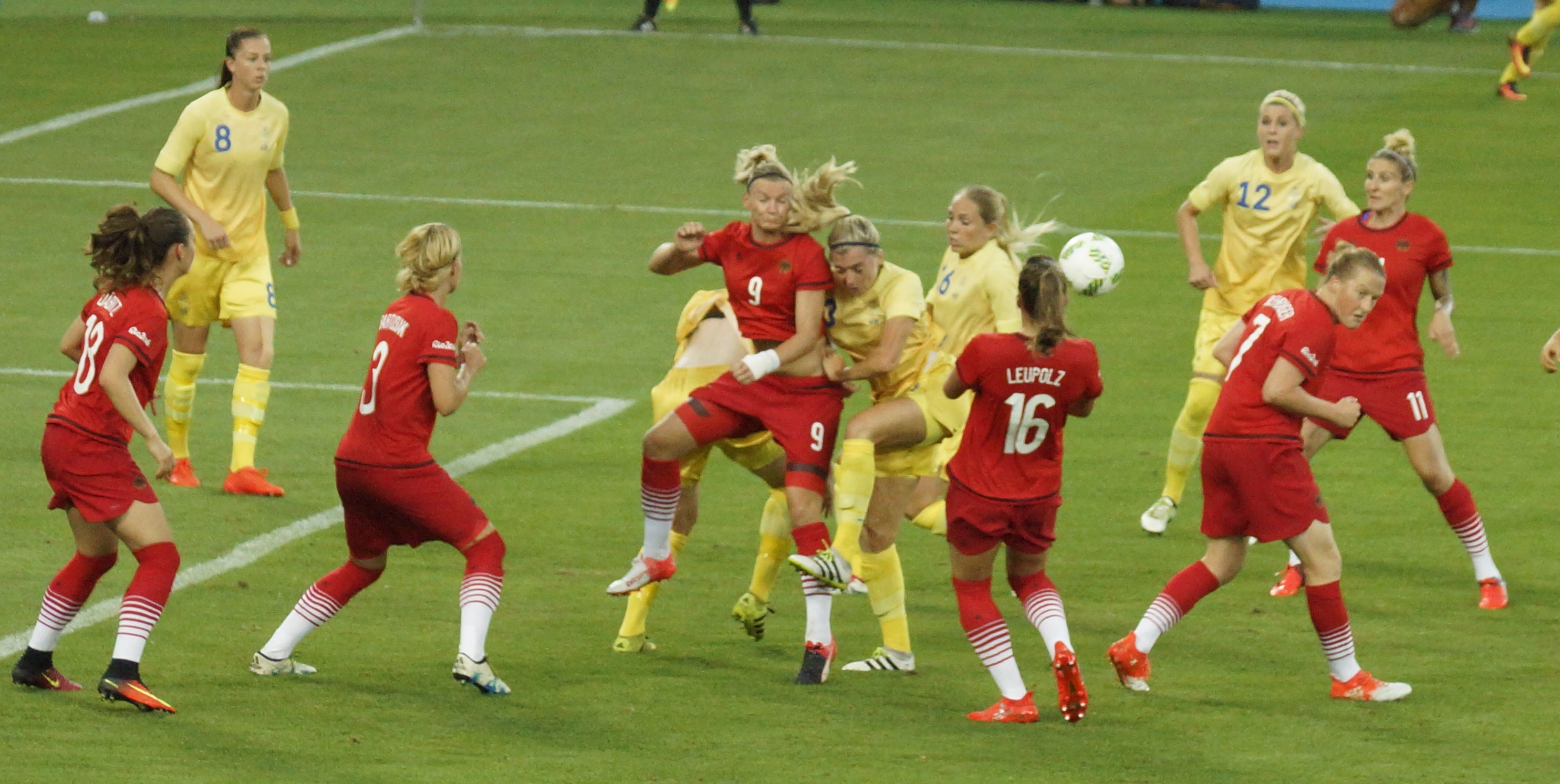
Azione di gioco nella finale tra Germania e Svezia.

Il torneo è iniziato con la canadese Janine Beckie che ha realizzato la rete più veloce del torneo olimpico di calcio, avendo segnato dopo 20 secondi nella partita d'esordio del Canada contro l'Australia. Il record, però, è durato due sole settimane perché nella semifinale del torneo maschile il brasiliano Neymar ha segnato la rete del vantaggio dopo 14 secondi. Anche in questa edizioni tutte le favorite alla vittoria finale superarono la fase a gironi. Nei quarti di finale si ebbe la prima grande sorpresa del torneo con l'eliminazione degli Stati Uniti, vincitori di quattro dei cinque tornei olimpici disputati, per mano della Svezia dopo i tiri di rigore. Alla partita fece seguito una dichiarazione del portiere statunitense Hope Solo, che insultò la squadra svedese per essersi concentrata sulla sola difesa; per queste affermazioni vede sospesa per sei mesi dalla squadra nazionale. La stessa nazionale svedese superò anche le padrone di casa del Brasile in semifinale grazie ai tiri di rigore, venendo poi raggiunta in finale dalla nazionale tedesca. La finale, disputata allo stadio Maracanã di Rio de Janeiro, mise di fronte per la prima volta due squadre europee, la prima volta per entrambe, e fu una riedizione della finale per il bronzo dei Giochi del 2004. Le reti vennero realizzate nel secondo tempo, con le tedesche che si portarono in vantaggio grazie alla rete di Dzsenifer Marozsán e raddoppiarono con l'autorete della svedese Linda Sembrant; la Svezia accorciò le distanze con Stina Blackstenius, entrata in campo qualche minuto prima, ma il risultato non cambiò fino alla fine della partita, consegnando così la medaglia d'oro alle calciatrici tedesche. Questa fu la prima medaglia d'oro nel calcio per una nazionale tedesca dopo la vittoria nel torneo maschile di Montréal 1976 della Germania Est olimpica.

## Formato
Le dodici squadre partecipanti sono state divise in tre gironi all'italiana da quattro squadre, con ciascuna squadra che ha affrontato tutte le altre una volta sola. Le prime due classificate e le due migliori terze accedevano ai quarti di finale.

## Squadre partecipanti
| Torneo di qualificazione                       | Date                       | Luogo              | Posti | Qualificate   |
| ---------------------------------------------- | -------------------------- | ------------------ | ----- | ------------- |
| Paese ospitante                                | 2 ottobre 2009             | Danimarca          | 1     | Brasile       |
| Campionato sudamericano 2014                   | 11-28 settembre 2014       | Ecuador            | 1     | Colombia      |
| Campionato mondiale 2015                       | 6 giugno - 5 luglio 2015   | Canada             | 2     | Francia       |
| Campionato mondiale 2015                       | 6 giugno - 5 luglio 2015   | Canada             | 2     | Germania      |
| Torneo pre-olimpico di qualificazione CAF      | 2–18 ottobre 2015          | vari luoghi        | 2     | Sudafrica     |
| Torneo pre-olimpico di qualificazione CAF      | 2–18 ottobre 2015          | vari luoghi        | 2     | Zimbabwe      |
| Torneo pre-olimpico di qualificazione OFC      | 23 gennaio 2016            | Papua Nuova Guinea | 1     | Nuova Zelanda |
| Torneo pre-olimpico di qualificazione CONCACAF | 10–21 febbraio 2016        | Stati Uniti        | 2     | Canada        |
| Torneo pre-olimpico di qualificazione CONCACAF | 10–21 febbraio 2016        | Stati Uniti        | 2     | Stati Uniti   |
| Torneo pre-olimpico di qualificazione AFC      | 29 febbraio – 9 marzo 2016 | Giappone           | 2     | Australia     |
| Torneo pre-olimpico di qualificazione AFC      | 29 febbraio – 9 marzo 2016 | Giappone           | 2     | Cina          |
| Torneo pre-olimpico di qualificazione UEFA     | 2-9 marzo 2016             | Paesi Bassi        | 1     | Svezia        |
| Totale                                         |                            |                    | 12    |               |

## Fase a gironi

### Girone E

#### Classifica finale
| Pos. | Squadra   | Pt | G | V | N | P | GF | GS | DR |
| ---- | --------- | -- | - | - | - | - | -- | -- | -- |
| 1.   | Brasile   | 7  | 3 | 2 | 1 | 0 | 8  | 1  | +7 |
| 2.   | Cina      | 4  | 3 | 1 | 1 | 1 | 2  | 3  | -1 |
| 3.   | Svezia    | 4  | 3 | 1 | 1 | 1 | 2  | 5  | -3 |
| 4.   | Sudafrica | 1  | 3 | 0 | 1 | 2 | 0  | 3  | -3 |

#### Risultati
| Arbitro: | Teodora Albon |

|             |           |  |
| Fischer 76’ | Marcatori |  |

| Arbitro: | Carol Chenard |

|                                             |           |  |
| Mônica 36’ Andressa Alves 59’ Cristiane 90’ | Marcatori |  |

| Arbitro: | Esther Staubli |

|  |           |                              |
|  | Marcatori | 45+1’ Gu Yasha 87’ Tan Ruyin |

| Arbitro: | Lucia Venegas |

|                                                      |           |             |
| Beatriz 21’, 86’ Cristiane 24’ Marta 44’ (rig.), 80’ | Marcatori | 89’ Schelin |

| Manaus 9 agosto 2016, ore 21:00 UTC-4 | Sudafrica          | 0 – 0 referto | Brasile | Arena da Amazônia (38 415 spett.)\| Arbitro: \| Stéphanie Frappart \| |
| Arbitro:                              | Stéphanie Frappart |               |         |                                                                       |

| Brasilia 9 agosto 2016, ore 22:00 UTC-3 | Cina         | 0 – 0 referto | Svezia | Stadio nazionale Mané Garrincha (7 648 spett.)\| Arbitro: \| Olga Miranda \| |
| Arbitro:                                | Olga Miranda |               |        |                                                                              |

### Girone F

#### Classifica finale
| Pos. | Squadra   | Pt | G | V | N | P | GF | GS | DR  |
| ---- | --------- | -- | - | - | - | - | -- | -- | --- |
| 1.   | Canada    | 9  | 3 | 3 | 0 | 0 | 7  | 2  | +5  |
| 2.   | Germania  | 4  | 3 | 1 | 1 | 1 | 9  | 5  | +4  |
| 3.   | Australia | 4  | 3 | 1 | 1 | 1 | 8  | 5  | +3  |
| 4.   | Zimbabwe  | 0  | 3 | 0 | 0 | 3 | 3  | 15 | -12 |

#### Risultati
| Arbitro: | Stéphanie Frappart |

|                        |           |  |
| Beckie 1’ Sinclair 80’ | Marcatori |  |

| Arbitro: | Rita Gani |

|             |           |                                                                         |
| Bhasopo 50’ | Marcatori | 22’ Däbritz 36’ Popp 53’, 78’ Behringer 83’ Leupolz 90’ (aut.) Chibanda |

| Arbitro: | Olga Miranda |

|                                    |           |              |
| Beckie 7’, 35’ Sinclair 19’ (rig.) | Marcatori | 86’ Chirandu |

| Arbitro: | Anna-Marie Keighley |

|                             |           |                   |
| Däbritz 45+2’ Bartusiak 88’ | Marcatori | 6’ Kerr 45’ Foord |

| Arbitro: | Ri Hyang-ok |

|                      |           |                   |
| Behringer 13’ (rig.) | Marcatori | 26’, 60’ Tancredi |

| Arbitro: | Esther Staubli |

|                                                                    |           |             |
| De Vanna 2’ Polkinghorne 15’ Kennedy 37’ Simon 50’ Heyman 55’, 66’ | Marcatori | 90+1’ Msipa |

### Girone G

#### Classifica finale
| Pos. | Squadra       | Pt | G | V | N | P | GF | GS | DR |
| ---- | ------------- | -- | - | - | - | - | -- | -- | -- |
| 1.   | Stati Uniti   | 7  | 3 | 2 | 1 | 0 | 5  | 2  | +3 |
| 2.   | Francia       | 6  | 3 | 2 | 0 | 1 | 7  | 1  | +6 |
| 3.   | Nuova Zelanda | 3  | 3 | 1 | 0 | 2 | 1  | 5  | -4 |
| 4.   | Colombia      | 1  | 3 | 0 | 1 | 2 | 2  | 7  | -5 |

#### Risultati
| Arbitro: | Kateryna Monzul' |

|                     |           |  |
| Lloyd 9’ Morgan 46’ | Marcatori |  |

| Arbitro: | Ri Hyang-ok |

|                                                      |           |  |
| C. Arias 2’ (aut.) Le Sommer 14’ Abily 42’ Majri 82’ | Marcatori |  |

| Arbitro: | Claudia Umpierrez |

|           |           |  |
| Lloyd 64’ | Marcatori |  |

| Arbitro: | Gladys Lengwe |

|  |           |           |
|  | Marcatori | 31’ Hearn |

| Arbitro: | Teodora Albon |

|               |           |                   |
| Usme 26’, 90’ | Marcatori | 41’ Dunn 59’ Pugh |

| Arbitro: | Lucia Venegas |

|  |           |                                       |
|  | Marcatori | 38’ Le Sommer 63’, 90+2’ (rig.) Nécib |

### Raffronto tra le terze classificate
| Squadra       | Pt | G | V | N | P | GF | GS | DR |
| ------------- | -- | - | - | - | - | -- | -- | -- |
| Australia     | 4  | 3 | 1 | 1 | 1 | 8  | 5  | +3 |
| Svezia        | 4  | 3 | 1 | 1 | 1 | 2  | 5  | -3 |
| Nuova Zelanda | 3  | 3 | 1 | 0 | 2 | 1  | 5  | -4 |

## Fase ad eliminazione diretta

### Tabellone
|  | Quarti di finale | Quarti di finale | Quarti di finale |              |         | Semifinali | Semifinali | Semifinali |         |                 | Finale          | Finale          | Finale |  |
|  |                  |                  |                  |              |         |            |            |            |         |                 |                 |                 |        |  |
|  | 1E               | Brasile (dtr)    | 0 (7)            |              |         |            |            |            |         |                 |                 |                 |        |  |
|  | 1E               | Brasile (dtr)    | 0 (7)            |              |         |            |            |            |         |                 |                 |                 |        |  |
|  | 3F               | Australia        | 0 (6)            |              |         |            |            |            |         |                 |                 |                 |        |  |
|  | 3F               | Australia        | 0 (6)            |              | Brasile | Brasile    | 0 (3)      |            |         |                 |                 |                 |        |  |
|  |                  |                  |                  |              | Brasile | Brasile    | 0 (3)      |            |         |                 |                 |                 |        |  |
|  |                  |                  | Svezia (dtr)     | Svezia (dtr) | 0 (4)   |            |            |            |         |                 |                 |                 |        |  |
|  | 1G               | Stati Uniti      | Svezia (dtr)     | Svezia (dtr) | 0 (4)   | 1 (3)      |            |            |         |                 |                 |                 |        |  |
|  | 1G               | Stati Uniti      |                  |              |         |            |            |            |         |                 |                 |                 |        |  |
|  | 3E               | Svezia (dtr)     | 1 (4)            |              |         |            |            |            |         |                 |                 |                 |        |  |
|  | 3E               | Svezia (dtr)     | 1 (4)            |              | Svezia  | Svezia     | 1          |            |         |                 |                 |                 |        |  |
|  |                  |                  |                  |              |         |            |            |            |         |                 |                 |                 |        |  |
|  |                  |                  | Germania         | Germania     | 2       |            |            |            |         |                 |                 |                 |        |  |
|  | 1F               | Canada           | Germania         | Germania     | 2       | 1          |            |            |         |                 |                 |                 |        |  |
|  | 1F               | Canada           |                  |              |         | 1          |            |            |         |                 |                 |                 |        |  |
|  | 2G               | Francia          | 0                |              |         |            |            |            |         |                 |                 |                 |        |  |
|  | 2G               | Francia          | 0                |              | Canada  | Canada     | 0          |            |         | Finale 3º posto | Finale 3º posto | Finale 3º posto |        |  |
|  |                  |                  |                  |              | Canada  | Canada     | 0          |            |         |                 |                 |                 |        |  |
|  |                  |                  | Germania         | Germania     | 2       |            |            |            |         |                 |                 |                 |        |  |
|  | 2E               | Cina             | Germania         | Germania     | 2       | 0          |            |            | Brasile | Brasile         | 1               |                 |        |  |
|  | 2E               | Cina             |                  |              |         |            |            |            | Brasile | Brasile         | 1               |                 |        |  |
|  | 2F               | Germania         | 1                |              |         | Canada     | Canada     | 2          |         |                 |                 |                 |        |  |

### Quarti di finale
| Arbitro: | Anna-Marie Keighley |

|                                |                      |                                          |
| Morgan 77’                     | Marcatori            | 61’ Blackstenius                         |
| Morgan Horan Lloyd Brian Press | Tiri di rigore 3 – 4 | Schelin Asllani Sembrant Seger Dahlkvist |

| Arbitro: | Kateryna Monzul' |

|  |           |               |
|  | Marcatori | 76’ Behringer |

| Arbitro: | Claudia Umpierrez |

|             |           |  |
| Schmidt 56’ | Marcatori |  |

| Arbitro: | Carol Chenard |

|                                                                       |                      |                                                                             |
| Andressa Alves Andressa Beatriz Rafaelle Marta Debinha Mônica Tamires | Tiri di rigore 7 – 6 | Kellond-Knight Alleway van Egmond Polkinghorne Gorry Heyman Logarzo Kennedy |

### Semifinali
| Arbitro: | Lucia Venegas |

|                                                  |                      |                                         |
| Marta Cristiane Andressa Alves Rafaelle Andressa | Tiri di rigore 3 – 4 | Schelin Asllani Seger Fischer Dahlkvist |

| Arbitro: | Ri Hyang-ok |

|  |           |                                  |
|  | Marcatori | 21’ (rig.) Behringer 59’ Däbritz |

### Finale 3º posto
| Arbitro: | Teodora Albon |

|             |           |                       |
| Beatriz 79’ | Marcatori | 25’ Rose 52’ Sinclair |

### Finale
| Arbitro: | Carol Chenard |

|                  |           |                                  |
| Blackstenius 67’ | Marcatori | 48’ Marozsán 62’ (aut.) Sembrant |

| Svezia | Germania |

#### Formazioni
| P               | 1  | Hedvig Lindahl         |
| D               | 3  | Linda Sembrant         |
| D               | 5  | Nilla Fischer          |
| C               | 7  | Lisa Dahlkvist         |
| A               | 8  | Lotta Schelin          |
| C               | 9  | Kosovare Asllani 68’   |
| A               | 10 | Sofia Jakobsson 55’    |
| A               | 12 | Olivia Schough         |
| D               | 15 | Jessica Samuelsson     |
| C               | 16 | Elin Rubensson 70’     |
| C               | 17 | Caroline Seger (c)     |
| Sostituzioni:   |    |                        |
| D               | 6  | Magdalena Eriksson 70’ |
| A               | 11 | Stina Blackstenius 55’ |
| A               | 19 | Pauline Hammarlund 68’ |
| A disposizione: |    |                        |
| D               | 2  | Jonna Andersson        |
| D               | 4  | Emma Berglund          |
| C               | 14 | Emilia Appelqvist      |
| P               | 18 | Hilda Carlén           |
| Selezionatore:  |    |                        |
| Pia Sundhage    |    |                        |

| P               | 1  | Almuth Schult         |
| D               | 3  | Saskia Bartusiak (c)  |
| D               | 4  | Leonie Maier          |
| D               | 5  | Annike Krahn          |
| C               | 7  | Melanie Behringer 70’ |
| A               | 9  | Alexandra Popp        |
| A               | 10 | Dzsenifer Marozsán    |
| A               | 11 | Anja Mittag           |
| D               | 12 | Tabea Kemme           |
| C               | 13 | Sara Däbritz 84’      |
| C               | 16 | Melanie Leupolz       |
| Sostituzioni:   |    |                       |
| C               | 8  | Lena Goeßling 70’     |
| C               | 19 | Svenja Huth 84’       |
| A disposizione: |    |                       |
| D               | 2  | Josephine Henning     |
| D               | 14 | Babett Peter          |
| A               | 15 | Mandy Islacker        |
| C               | 17 | Isabel Kerschowski    |
| P               | 18 | Laura Benkarth        |
| Selezionatore:  |    |                       |
| Silvia Neid     |    |                       |

## Classifica finale
| Pos | Squadre       |
| --- | ------------- |
|     | Germania      |
|     | Svezia        |
|     | Canada        |
| 4   | Brasile       |
| 5   | Stati Uniti   |
| 6   | Francia       |
| 7   | Australia     |
| 8   | Cina          |
| 9   | Nuova Zelanda |
| 10  | Sudafrica     |
| 11  | Colombia      |
| 12  | Zimbabwe      |

## Podio
| 2º posto Svezia | Campione olimpico di calcio femminile Germania 1º titolo | 3º posto Canada |

## Statistiche

### Classifica marcatrici
5 reti
- Melanie Behringer

3 reti
- Beatriz
- Janine Beckie

- Christine Sinclair

- Sara Däbritz

2 reti
- Michelle Heyman
- Cristiane
- Marta
- Melissa Tancredi

- Catalina Usme
- Louisa Nécib
- Eugénie Le Sommer

- Carli Lloyd
- Alex Morgan
- Stina Blackstenius

1 rete
- Lisa De Vanna
- Caitlin Foord
- Alanna Kennedy
- Samantha Kerr
- Clare Polkinghorne
- Kyah Simon
- Andressa Alves
- Mônica
- Deanne Rose

- Sophie Schmidt
- Gu Yasha
- Tan Ruyin
- Camille Abily
- Amel Majri
- Saskia Bartusiak
- Melanie Leupolz
- Dzsenifer Marozsán
- Alexandra Popp

- Amber Hearn
- Crystal Dunn
- Mallory Pugh
- Stina Blackstenius
- Nilla Fischer
- Lotta Schelin
- Kudakwashe Bhasopo
- Mavis Chirandu
- Emmaculate Msipa

Autoreti
- Carolina Arias (1 a favore della Francia)

- Linda Sembrant (1 a favore della Germania)

- Eunice Chibanda (1 a favore della Germania)